# Nguyễn Đình Được
Nguyễn Đình Được là một sĩ quan cấp cao trong Quân đội nhân dân Việt Nam, hàm Thiếu tướng, hiện đang giữ chức Phó Chánh Thanh tra Bộ Quốc phòng

## Thân thế binh nghiệp
Trước đó, ông từng giữ chức vụ Chánh Thanh tra Tổng cục Hậu cần
Năm 2014, ông được bổ nhiệm giữ chức Phó Chánh Thanh tra Bộ Quốc phòng
Thiếu tướng (2014)